# Жана-Макат (месторождение)
Жана-Макат - нефтяное месторождение в Казахстане. Расположено в Атырауской области. Открыто в 2006 году. Разработка началась в 2006 году.
Нефтеносность связана с отложениям юрского возраста. Залежи на глубине 0,7-0,8 км. Начальные запасы нефти 1 млн тонн.
Оператором месторождение является британская нефтяная компания Max Petroleum.